# Gastón Martirena
Gastón Nicolás Martirena Torres (Montevidéu, 5 de janeiro de 2000) é um futebolista uruguaio que atua como lateral-direito. Atualmente, joga pelo Racing.

## Carreira

### Liverpool Montevidéu
Martirena iniciou sua carreira pelo Liverpool Montevidéu e passou por todas as categorias de base do clube. Fez sua estreia em 26 de março de 2020, na vitória por 4–1 sobre o Montevideo City Torque no Torneio Clausura. No final de 2022, foi um dos 36 selecionados como possível ganhador de uma das categorias dos prêmios AUF. Ao todo foram 91 partidas, oito gols e sete assistências pelo Liverpool com três títulos conquistados além do Torneio Intermédio de 2023.

### Racing
Foi anunciado pelo Racing em 31 de julho de 2023, sendo um dos quarto reforços do clube na janela, contratado por 3 milhões de dólares por 70% de seus direitos. Martirena escolheu o número 16, que pertencia a Óscar Opazo. Fez sua estreia em 3 de agosto de 2023, na derrota por 4–2 para o Atlético Nacional no jogo de ida das oitavas de final da Copa Libertadores. Marcou seu primeiro gol pelo clube em 20 de setembro na vitória diante do Newell's Old Boys por 2–1 na 5ª rodada da fase de grupos da Copa da Liga Argentina, fazendo o gol da vitória aos 97 minutos de jogo.  Em 26 de setembro contribuiu para a goleada do Racing por 4–1 sobre o Athletico Paranaense no jogo de volta das quartas de final da Copa Sul-Americana (após derrota por 1–0 na ida), com um bonito gol de fora área.
Fez o gol de empate em 2–2 contra o Corinthians no jogo de ida da semifinal da Sul-Americana, contribuindo mais uma vez ofensivamente com a equipe e chegando a seis gols pela La Academia. Na final da Sul-Americana, Martirena foi crucial novamente e marcou o primeiro gol da vitória de 3–1 sobre o Cruzeiro, seu terceiro na competição, ajudando o Racing a sagrar-se campeão em 23 de novembro. Ao final da competição, foi selecionado para a seleção do torneio.

## Títulos

### Liverpool Montivideo
- Campeonato Uruguaio: Clausura 2021, Abertura 2022
- Supercopa do Uruguai: 2023
- Torneio Intermédio: 2023

### Racing
- Copa Sul-Americana: 2024
- Recopa Sul-Americana: 2025

### Prêmios Individuais
- Prêmios AUF – seleção do mês: setembro de 2021,[15] fevereiro de 2022,[16] junho de 2022,[17] fevereiro e março de 2023,[18] maio e junho de 2023[19]
- Seleção da Copa Sul-Americana de 2024[14]
- Equipe Ideal da América (El País): 2024[20]